# Naturschutzgebiet Thielenbruch
Das Naturschutzgebiet Thielenbruch im Stadtteil Hand von Bergisch Gladbach ist Bestandteil der Bergischen Heideterrasse.

## Beschreibung
Die Schutzausweisung erfolgte 1993 zur Erhaltung und Entwicklung der strukturreichen und teils feuchten Laubwaldbestände. Dabei geht es besonders um die vorhandenen Erlenwälder, Fließgewässer, siedlungsnahen Grünflächen sowie den Lebensraum vieler gefährdeter Pflanzen- und Tierarten.
Das Naturschutzgebiet Thielenbruch besteht aus drei Teilflächen, einer größeren im Westen und zwei kleineren im Osten, die an der südlichen Stadtgrenze von Bergisch Gladbach liegen. Es stellt die Fortsetzung des unmittelbar südlich auf dem Gebiet der Stadt Köln angrenzenden Naturschutzgebiets Thielenbruch und Thurner Wald dar.
Auf der westlichen Teilfläche finden sich ein Birkenpionierwald und ein hochstaudenreiches Brombeergebüsch. Die mittlere Teilfläche ist die kleinste und vollständig bewaldet. Die östlichste besteht aus einem zentral gelegenen Feldgehölz und ist von einer teilweise brach liegenden Kleingartenanlage umgeben. Des Weiteren enthält sie an ihrem Ostrand einen Streifen Grünland, der als Pferdeweide genutzt wird. In unmittelbarer Umgebung des Naturschutzgebietes ist eine relativ dichte Bebauung vorhanden, die beiden östlichen Teilflächen grenzen auf dem Gebiet von Bergisch Gladbach größtenteils an Siedlungsflächen. Das Naturschutzgebiet Thielenbruch dient vor allem als Puffer zwischen den Siedlungsgebieten und dem Naturschutzgebiet Thielenbruch und Thurner Wald sowie dessen Erweiterung nach Norden.

## Fauna-Flora-Habitat (FFH)
Die beiden östlichen Teilflächen liegen innerhalb des FFH-Gebietes Thielenbruch (Gebietsnummer DE-5008-301).

## Flora
Folgende Pflanzenarten wurden im Naturschutzgebiet Thielenbruch nachgewiesen:
- Adlerfarn (Pteridium aquilinum)
- Brombeeren (Rubus sectio Rubus)
- Deutsches Weidelgras (Lolium perenne)
- Echte Nelkenwurz (Geum urbanum)
- Gemeine Esche (Fraxinus excelsior)
- Gemeiner Efeu (Hedera helix)
- Gänseblümchen (Bellis perennis)
- Gewöhnlicher Dornfarn (Dryopteris carthusiana)
- Hänge-Birke (Betula pendula)
- Kanadische Goldrute (Solidago canadensis)
- Kleine Braunelle (Prunella vulgaris)
- Kriechender Hahnenfuß (Ranunculus repens)
- Sal-Weide (Salix caprea)
- Schwarz-Erle (Alnus glutinosa)
- Schwarzer Holunder (Sambucus nigra)
- Stieleiche (Quercus robur)
- Vogelbeere (Sorbus aucuparia)
- Waldgeißblatt (Lonicera periclymenum)
- Waldsauerklee (Oxalis acetosella)
- Weiß-Klee (Trifolium repens)
- Wolliges Honiggras (Holcus lanatus)
- Zweiblättrige Schattenblume (Maianthemum bifolium)